# تامی باربر
تامی باربر (انگلیسی: Tommy Barber; ۲۰ فوریهٔ ۱۸۸۸ – ۱۸ سپتامبر ۱۹۲۵) بازیکن فوتبال اهل پادشاهی متحد بریتانیای کبیر و ایرلند بود.
از باشگاه‌هایی که در آن بازی کرده‌است می‌توان به باشگاه فوتبال کریستال پالاس، باشگاه فوتبال بولتون واندررز، باشگاه فوتبال استون ویلا، باشگاه فوتبال مرثر تاون، باشگاه فوتبال استالی‌بریج سلتیک، باشگاه فوتبال سلتیک، باشگاه فوتبال دارلاستون، باشگاه فوتبال پاتریک تیسل، باشگاه فوتبال لینفیلد، و باشگاه فوتبال والسال اشاره کرد.